# Natação nos Jogos Pan-Americanos de 2007 - Revezamento 4x200 m livre masculino
O evento do revezamento 4x200 m livre masculino nos Jogos Pan-Americanos de 2007 foi realizado no Rio de Janeiro, Brasil, com a final realizada em 17 de julho de 2007.

## Medalhistas
| Ouro   | BRA Thiago Pereira Rodrigo Castro Lucas Salatta Nicolas Oliveira |
| Prata  | USA Ricky Berens Matt Owen Andy Grant Robert Margalis            |
| Bronze | CAN Chad Hankewich Stefan Hirniak Pascal Wollach Adam Sioui      |

## Resultados

### Final
| Posição | País                                | Nadadores | Tempo   | Nota   |
| ------- | ----------------------------------- | --- | ------- | ------ |
| 1       | BRA Brasil                          | Thiago Pereira (1:48.63) Rodrigo Castro (1:49.38) Lucas Salatta (1:47.63) Nicolas Oliveira (1:46.63)              | 7:12.27 | CR, SA |
| 2       | USA Estados Unidos                  | Ricky Berens (1:48.61) Matt Owen (1:48.91) Andy Grant (1:47.91) Robert Margalis (1:49.57)                         | 7:15.00 |        |
| 3       | CAN Canadá                          | Chad Hankewich (1:49.76) Stefan Hirniak (1:50.04) Pascal Wollach (1:49.63) Adam Sioui (1:48.30)                   | 7:17.73 |        |
| 4       | MEX México                          | Amauri Rodríguez (1:52.06) Juan Veloz (1:51.14) Juan Alberto Yeh (1:52.98) Iván de Jesús López (1:51.97)          | 7:28.15 | NR     |
| 5       | VEN Venezuela                       | Crox Acuña (1:51.10) Jesús Casanova (1:54.64) Alejandro Gómez (1:54.74) Albert Subirats (1:54.78)                 | 7:35.26 |        |
| 6       | CHI Chile                           | Salvador Mallat (1:53.65) Maximiliano Schnettler (1:56.01) Roberto Peñailillo (1:59.46) Benjamin Guzmán (1:56.01) | 7:45.13 |        |
| 7       | ISV Ilhas Virgens Americanas (2007) | Kieran Locke(1:56.44) Branden Whitehurst (1:56.73) Morgan Locke (1:58.48) Ryan Nelthropp (2:00.06)                | 7:51.71 | NR     |

### Preliminares
Não foram realizadas eliminatórias.